# 2005年バスケットボール男子アメリカ選手権
2005年FIBAアメリカ男子バスケットボール選手権（2005 FIBA Americas Basketball Championship）は、ドミニカ共和国で開催されたバスケットボールアメリカ選手権男子大会。
全10ヶ国が出場し、ブラジルが8大会ぶり3回目の優勝を飾った。ブラジル・ベネズエラ・アメリカ合衆国・パナマは2006年バスケットボール世界選手権への米大陸代表としての出場権を獲得した。（準優勝のアルゼンチンはアテネ五輪優勝により既に出場権獲得済み。加えてプエルトリコもワイルドカードとして出場。）

## 最終結果
| 順位 | 国             |
| ---- | -------------- |
| 1    | ブラジル       |
| 2    | アルゼンチン   |
| 3    | ベネズエラ     |
| 4    | アメリカ合衆国 |
| 5    | パナマ         |
| 6    | ドミニカ共和国 |
| 7    | プエルトリコ   |
| 8    | ウルグアイ     |
| 9    | カナダ         |
| 10   | メキシコ       |